# Aodhán Ó Ríordáin

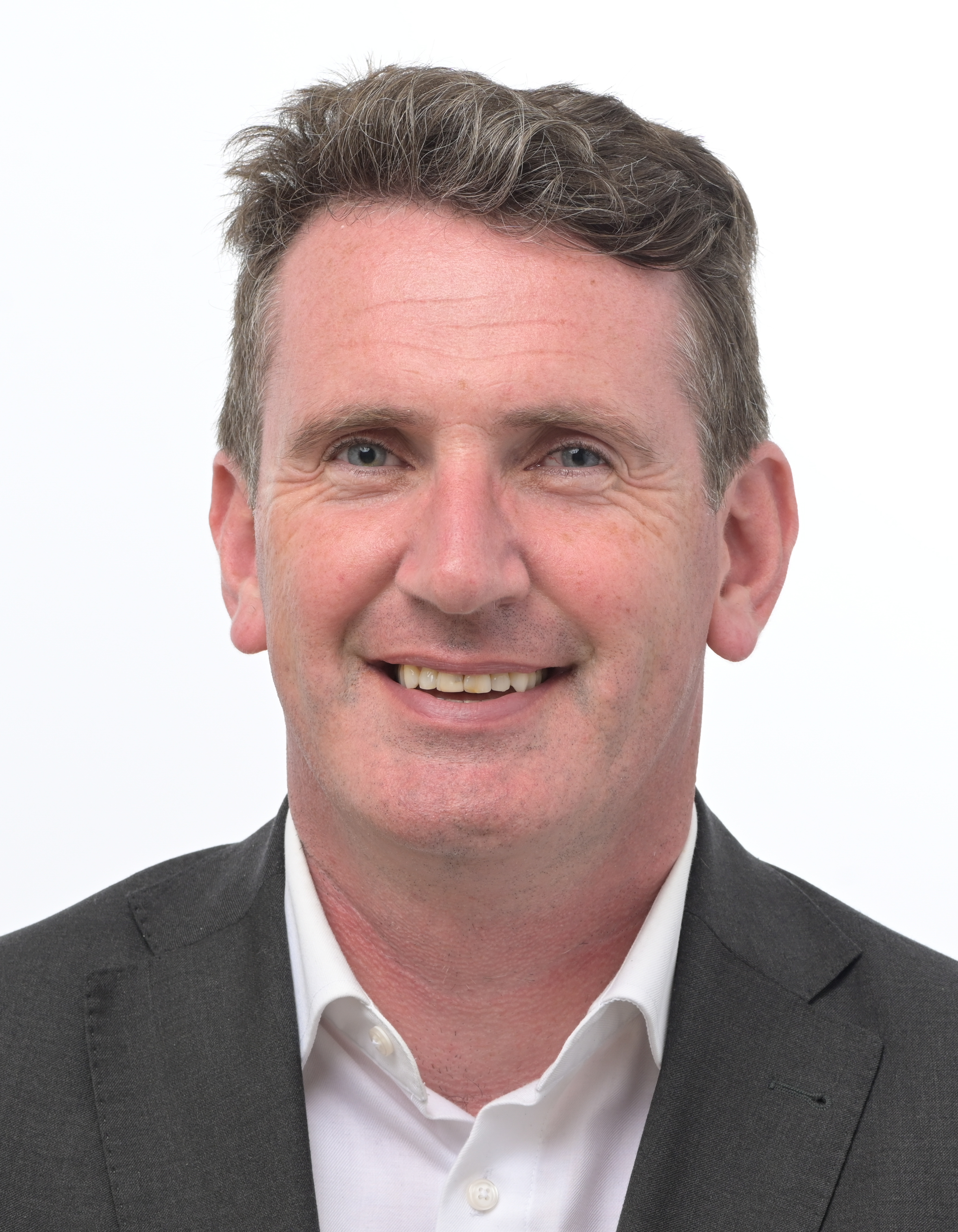
Aodhán Ó Ríordáin (2024)

Aodhán Ó Ríordáin ([ˌiːaːn̪ˠ oː ˈɾˠiːɾˠd̪ˠaːnʲ]; * 22. Juli 1976 in Dublin, Irland) ist ein irischer Politiker der Irish Labour Party. Im Oireachtas war er sowohl Teachta Dála als auch Senator.

## Leben
Aodhán Ó Ríordáin studierte am University College Dublin und war danach als Lehrer, zuletzt als Grundschulleiter, tätig. Er zog zunächst 2004 in den Dublin City Council ein. 2006 war er stellvertretender Lord Mayor von Dublin.
Bei den Wahlen zum Dáil Éireann 2011 erlangte er im Wahlkreis Dublin North-Central einen Sitz und zog in das Unterhaus des Oireachtas ein.
Am 15. Juli 2014 wurde er in der Regierung Kenny I zum Staatsminister für neue Gesellschaften, Kultur und Gleichstellung im Justizministerium und im Ministerium für Kunst, kulturelles Erbe und die Gaeltacht. Zusätzlich wurde er am 22. April 2015 zum Staatsminister für die Drogenstrategie im Gesundheitsministerium ernannt.
Bei den Wahlen im Februar 2016 verlor er sein Mandat im Dáil Éireann. Seine Zeit als Staatsminister endete schließlich am 6. Mai 2016. Zuvor war er über die Wirtschaftsliste in den Seanad Éireann eingezogen.
Er erklärte seine Kandidatur zur Wahl zum Europäischen Parlament 2024 und wurde für den Wahlbezirk Dublin gewählt.
2010 heiratete er Áine Kerr, mit der er zwei Kinder hat.